# Mod (subkultura)

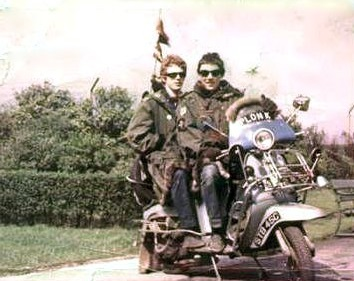
Mods na skútru

Mod (původně modernist) je subkultura vzniklá v Londýně koncem 50. let s vrcholem na začátku 60. let. Někdy se tomuto životnímu stylu říká modismus. Tento termín zavedl Pete Meaden, když pronesl svou slavnou větu „Modismus je definice označující vedení čistého způsobu života za obtížných okolností“. Jednotlivými elementy charakterizující životní stylu mod jsou hudba, módní oblečení (často šité na míru v krejčovství), úhledně učesané krátké vlasy, tanec a skútry Lambretta nebo Vespa. Od poloviny 60. let dále byl masmédii termín mod často používán jako označení pro vše co bylo (nebo bylo rádoby) populární, módní nebo moderní.

## Původ

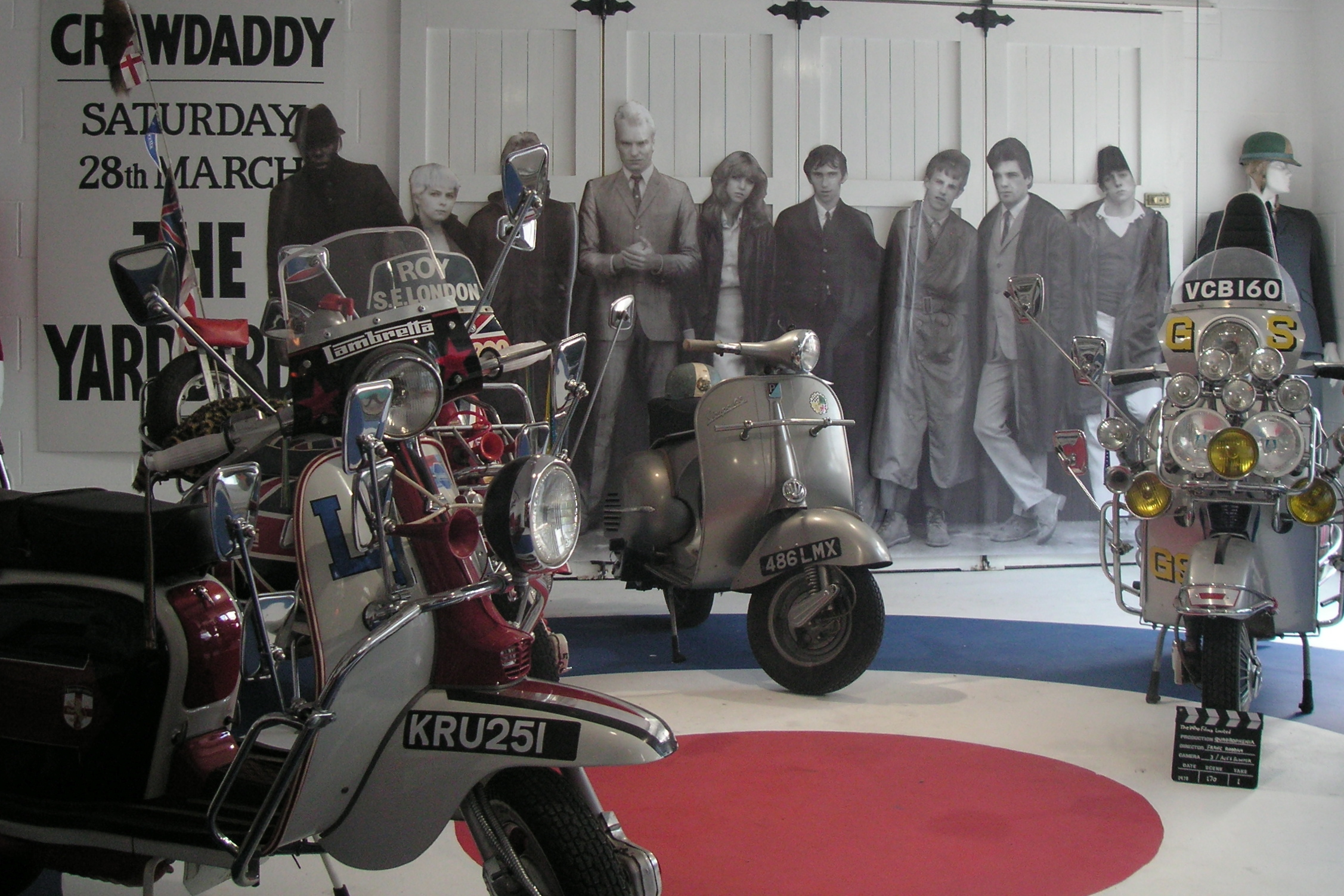
Výstava objektů z filmu Quadrophenia, pojednávajícího o členech subkultury mod

Pojem mod je odvozen od slova modernist (modernista), což byl termín používaný v 50. letech k popisu fanoušků moderního jazzu a též hudebníků samotných. Toto označení kontrastuje s termínem trad, který označuje tradicionální jazz, jeho hudebníky a fanoušky. Román Absolute Beginners od Colina MacInnese z roku 1959, popisuje mladé jazzové fanoušky, oblékající se podle poslední italské módy. Absolute Beginners je možná prvním psaným příkladem použití termínu modernista, který byl použit k popisu mladého britského fanouška moderního jazzu. Slovo modernist (modernista) v tomto smyslu odkazuje na moderní jazz a nesmí být zaměňován se širším významem slova modernism (modernismus) souvisejícím s pojmy literatura, umění, design a architektura.
Britpop, hudební žánr 90. let vykazuje vliv subkultury mod na skupiny jako jsou Oasis, Blur a Ocean Colour Scene. Subkultura mod se rozšířila po celém světě, ale teď přežívá jako undergroundová kultura.